# Hart Memorial Trophy

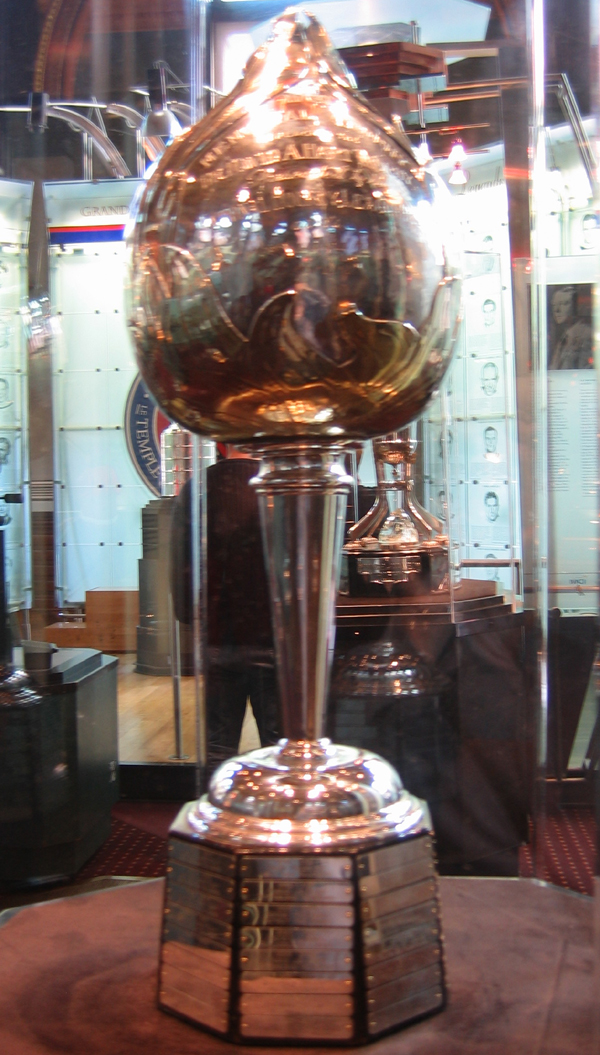
Hart Memorial Trophy

De Hart Memorial Trophy is een prijs in het ijshockey. De prijs wordt elk jaar uitgereikt aan de beste speler (Most Valuable Player of MVP) van de National Hockey League. De prijs is vergelijkbaar met de Gouden Bal die aan de beste Europese voetbalspeler wordt toegekend. Beide prijzen worden toegekend door vakjournalisten. De spelersbond kiest ook een MVP, die wordt beloond met de Lester B. Pearson Award. Vaak zijn de winnaars dezelfde speler.
De Hart Memorial Trophy is vernoemd naar David Hart, de man die de bokaal gedoneerd heeft aan de NHL. Vanaf 1924 wordt de prijs uitgereikt aan de beste speler van het seizoen. In 1960 werd de Hart Trophy vervangen door de Hart Memorial Trophy. Wayne Gretzky is recordhouder met negen overwinningen, slechts één keer onderbroken door een winst van Mario Lemieux. Met deze negen overwinningen, heeft Gretzky vaker een MVP-award gewonnen dan elke andere speler in de Noord-Amerikaanse sport.
In 2016 werd Patrick Kane de allereerste Amerikaanse speler die de Hart Trophy won. Pas in de 92ste uitreiking van deze prijs werd een Amerikaan als winnaar verkozen. 

## Winnaars
| Seizoen | Winnaar                         | Leeftijd | Team                          | Positie | Aantal gewonnen keren |
| ------- | ------------------------------- | -------- | ----------------------------- | ------- | --------------------- |
| 2019-20 | Leon Draisaitl                  | 24       | Edmonton Oilers               | C       | 1                     |
| 2018-19 | Nikita Kucherov                 | 25       | Tamba Bay Lightning           | RW      | 1                     |
| 2017-18 | Taylor Hall                     | 26       | New Jersey Devils             | LW      | 1                     |
| 2016-17 | Connor McDavid                  | 20       | Edmonton Oilers               | C       | 1                     |
| 2015-16 | Patrick Kane                    | 27       | Chicago Blackhawks            | RW      | 1                     |
| 2014-15 | Carey Price                     | 27       | Montreal Canadiens            | G       | 1                     |
| 2013-14 | Sidney Crosby                   | 26       | Pittsburgh Penguins           | C       | 2                     |
| 2012-13 | Alexander Ovechkin              | 27       | Washington Capitals           | C       | 3                     |
| 2011-12 | Evgeni Malkin                   | 25       | Pittsburgh Penguins           | C       | 1                     |
| 2010-11 | Corey Perry                     | 25       | Anaheim Ducks                 | RW      | 1                     |
| 2009-10 | Henrik Sedin                    | 29       | Vancouver Canucks             | C       | 1                     |
| 2008-09 | Alexander Ovechkin              | 23       | Washington Capitals           | LW      | 2                     |
| 2007-08 | Alexander Ovechkin              | 22       | Washington Capitals           | LW      | 1                     |
| 2006-07 | Sidney Crosby                   | 19       | Pittsburgh Penguins           | C       | 1                     |
| 2005-06 | Joe Thornton                    | 26       | San Jose Sharks/Boston Bruins | C       | 1                     |
| 2004-05 | Geen winnaar dankzij de staking | -        | -                             | -       |                       |
| 2003-04 | Martin St. Louis                | 29       | Tampa Bay Lightning           | RW      | 1                     |
| 2002-03 | Peter Forsberg                  | 29       | Colorado Avalanche            | C       | 1                     |
| 2001-02 | Jose Theodore                   | 25       | Montreal Canadiens            | G       | 1                     |
| 2000-01 | Joe Sakic                       | 31       | Colorado Avalanche            | C       | 1                     |
| 1999-00 | Chris Pronger                   | 25       | St. Louis Blues               | D       | 1                     |
| 1998-99 | Jaromir Jagr                    | 26       | Pittsburgh Penguins           | RW      | 1                     |
| 1997-98 | Dominik Hašek                   | 33       | Buffalo Sabres                | G       | 2                     |
| 1996-97 | Dominik Hašek                   | 32       | Buffalo Sabres                | G       | 1                     |
| 1995-96 | Mario Lemieux                   | 30       | Pittsburgh Penguins           | C       | 3                     |
| 1994-95 | Eric Lindros                    | 21       | Philadelphia Flyers           | C       | 1                     |
| 1993-94 | Sergei Fedorov                  | 24       | Detroit Red Wings             | C       | 1                     |
| 1992-93 | Mario Lemieux                   | 27       | Pittsburgh Penguins           | C       | 2                     |
| 1991-92 | Mark Messier                    | 31       | New York Rangers              | C       | 2                     |
| 1990-91 | Brett Hull                      | 26       | St. Louis Blues               | RW      | 1                     |
| 1989-90 | Mark Messier                    | 29       | Edmonton Oilers               | C       | 1                     |
| 1988-89 | Wayne Gretzky                   | 28       | Los Angeles Kings             | C       | 9                     |
| 1987-88 | Mario Lemieux                   | 22       | Pittsburgh Penguins           | C       | 1                     |
| 1986-87 | Wayne Gretzky                   | 26       | Edmonton Oilers               | C       | 8                     |
| 1985-86 | Wayne Gretzky                   | 25       | Edmonton Oilers               | C       | 7                     |
| 1984-85 | Wayne Gretzky                   | 24       | Edmonton Oilers               | C       | 6                     |
| 1983-84 | Wayne Gretzky                   | 23       | Edmonton Oilers               | C       | 5                     |
| 1982-83 | Wayne Gretzky                   | 22       | Edmonton Oilers               | C       | 4                     |
| 1981-82 | Wayne Gretzky                   | 21       | Edmonton Oilers               | C       | 3                     |
| 1980-81 | Wayne Gretzky                   | 20       | Edmonton Oilers               | C       | 2                     |
| 1979-80 | Wayne Gretzky                   | 19       | Edmonton Oilers               | C       | 1                     |
| 1978-79 | Brian Trottier                  | 22       | New York Islanders            | C       | 1                     |
| 1977-78 | Guy Lafleur                     | 26       | Montreal Canadiens            | RW      | 2                     |
| 1976-77 | Guy Lafleur                     | 25       | Montreal Canadiens            | RW      | 1                     |
| 1975-76 | Bobby Clarke                    | 26       | Philadelphia Flyers           | C       | 3                     |
| 1974-75 | Bobby Clarke                    | 25       | Philadelphia Flyers           | C       | 2                     |
| 1973-74 | Phil Esposito                   | 31       | Boston Bruins                 | C       | 2                     |
| 1972-73 | Bobby Clarke                    | 23       | Philadelphia Flyers           | C       | 1                     |
| 1971-72 | Bobby Orr                       | 23       | Boston Bruins                 | D       | 3                     |
| 1970-71 | Bobby Orr                       | 22       | Boston Bruins                 | D       | 2                     |
| 1969-70 | Bobby Orr                       | 21       | Boston Bruins                 | D       | 1                     |
| 1968-69 | Phil Esposito                   | 26       | Boston Bruins                 | C       | 1                     |
| 1967-68 | Stan Mikita                     | 27       | Chicago Blackhawks            | C       | 2                     |
| 1966-67 | Stan Mikita                     | 26       | Chicago Blackhawks            | C       | 1                     |
| 1965-66 | Bobby Hull                      | 27       | Chicago Blackhawks            | LW      | 2                     |
| 1964-65 | Bobby Hull                      | 26       | Chicago Blackhawks            | LW      | 1                     |
| 1963-64 | Jean Beliveau                   | 32       | Montreal Canadiens            | C       | 2                     |
| 1962-63 | Gordie Howe                     | 34       | Detroit Red Wings             | RW      | 6                     |
| 1961-62 | Jacques Plante                  | 33       | Montreal Canadiens            | G       | 1                     |
| 1960-61 | Bernie Geoffrion                | 29       | Montreal Canadiens            | RW      | 1                     |
| 1959-60 | Gordie Howe                     | 31       | Detroit Red Wings             | RW      | 5                     |
| 1958-59 | Andy Bathgate                   | 26       | New York Rangers              | RW      | 1                     |
| 1957-58 | Gordie Howe                     | 29       | Detroit Red Wings             | RW      | 4                     |
| 1956-57 | Gordie Howe                     | 28       | Detroit Red Wings             | RW      | 3                     |
| 1955-56 | Jean Beliveau                   | 24       | Montreal Canadiens            | C       | 1                     |
| 1954-55 | Ted Kennedy                     | 29       | Toronto Maple Leafs           | C       | 1                     |
| 1953-54 | Al Rollins                      | 27       | Chicago Blackhawks            | G       | 1                     |
| 1952-53 | Gordie Howe                     | 24       | Detroit Red Wings             | RW      | 2                     |
| 1951-52 | Gordie Howe                     | 23       | Detroit Red Wings             | RW      | 1                     |
| 1950-51 | Milt Schmidt                    | 32       | Boston Bruins                 | C       | 1                     |
| 1949-50 | Chuck Rayner                    | 29       | New York Rangers              | G       | 1                     |
| 1948-49 | Sid Abel                        | 30       | Detroit Red Wings             | C       | 1                     |
| 1947-48 | Buddy O'Connor                  | 31       | New York Rangers              | C       | 1                     |
| 1946-47 | Maurice 'Rocket' Richard        | 25       | Montreal Canadiens            | RW      | 1                     |
| 1945-46 | Max Bentley                     | 25       | Chicago Black Hawks           | C       | 1                     |
| 1944-45 | Elmer Lach                      | 27       | Montreal Canadiens            | C       | 1                     |
| 1943-44 | Babe Pratt                      | 28       | Toronto Maple Leafs           | D       | 1                     |
| 1942-43 | Bill Cowley                     | 30       | Boston Bruins                 | C       | 2                     |
| 1941-42 | Tom Anderson                    | 31       | Brooklyn Americans            | D       | 1                     |
| 1940-41 | Bill Cowley                     | 28       | Boston Bruins                 | C       | 1                     |
| 1939-40 | Ebbie Goodfellow                | 32       | Detroit Red Wings             | D       | 1                     |
| 1938-39 | Toe Blake                       | 26       | Montreal Canadiens            | LW      | 1                     |
| 1937-38 | Eddie Shore                     | 35       | Boston Bruins                 | D       | 4                     |
| 1936-37 | Babe Siebert                    | 32       | Montreal Canadiens            | LW/D    | 1                     |
| 1935-36 | Eddie Shore                     | 33       | Boston Bruins                 | D       | 3                     |
| 1934-35 | Eddie Shore                     | 32       | Boston Bruins                 | D       | 2                     |
| 1933-34 | Aurele Joliat                   | 32       | Montreal Canadiens            | LW      | 1                     |
| 1932-33 | Eddie Shore                     | 30       | Boston Bruins                 | D       | 1                     |
| 1931-32 | Howie Morenz                    | 29       | Montreal Canadiens            | C       | 3                     |
| 1930-31 | Howie Morenz                    | 28       | Montreal Canadiens            | C       | 2                     |
| 1929-30 | Nels Stewart                    | 27       | Montreal Maroons              | C       | 2                     |
| 1928-29 | Roy Worters                     | 28       | New York Americans            | G       | 1                     |
| 1927-28 | Howie Morenz                    | 25       | Montreal Canadiens            | C       | 1                     |
| 1926-27 | Herb Gardiner                   | 35       | Montreal Canadiens            | D       | 1                     |
| 1925-26 | Nels Stewart                    | 23       | Montreal Maroons              | C       | 1                     |
| 1924-25 | Billy Burch                     | 24       | Hamilton Tigers               | C       | 1                     |
| 1923-24 | Frank Nighbor                   | 31       | Ottawa Senators               | C       | 1                     |

Eastern Conference
Western Conference
Stanley Cup · Clarence S. Campbell Bowl · Prince of Wales Trophy · Presidents' Trophy · Hart Memorial Trophy · Lester B. Pearson Award · Conn Smythe Trophy · Art Ross Memorial Trophy · Maurice Richard Trophy · Calder Memorial Trophy · James Norris Memorial Trophy · Frank J. Selke Trophy · NHL plus/minus Award · Bill Masterton Memorial Trophy · Lady Byng Memorial Trophy · King Clancy Memorial Trophy · Mark Messier Leadership Award · Vezina Trophy · Roger Crozier Saving Grace Award · William M. Jennings Trophy · Jack Adams Award · Lester Patrick Trophy